# Guarcino
Guarcino és un comune (municipi) de la província de Frosinone, a la regió italiana del Laci, situat a uns 70 km a l'est de Roma i a uns 20 km al nord de Frosinone.
Guarcino limita amb els municipis de Filettino, Fiuggi, Torre Cajetani, Trivigliano, Vico nel Lazio, Alatri, Morino i Trevi nel Lazio.
A 1 de gener de 2019 tenia 1.553 habitants.

## Història
Es tracta de l'antiga Varcenum dels hèrnics, fundada probablement al segle viii aC. Després de la conquesta romana i de la caiguda de l'Imperi Romà d'Occident, fou una comuna lliure i més tard un feu als Estats Papals. El papa Bonifaci VIII va tenir-hi un palau.